# یان بوچنک
یان بوچنک (انگلیسی: Jan Bochenek؛ ۲۰ سپتامبر ۱۹۳۱ – ۲ نوامبر ۲۰۱۱ (aged 80)) ورزشکار وزنه‌برداری اهل لهستان بود.
وی در مسابقات کشوری و بین‌المللی در مجموع برندهٔ ۳ مدال برنز شده‌است.